# Alison Knowles (remera)
Alison Margaret Knowles (Bournemouth, 27 de marzo de 1982) es una deportista británica que compitió en remo.
Ganó  medallas de bronce en el Campeonato Mundial de Remo, en los años 2007 y 2011. Participó en los Juegos Olímpicos de Pekín 2008, ocupando el quinto lugar en la prueba de ocho con timonel.

## Palmarés internacional
| Campeonato Mundial | Campeonato Mundial | Campeonato Mundial | Campeonato Mundial |
| Año                | Lugar              | Medalla            | Prueba             |
| ------------------ | ------------------ | ------------------ | ------------------ |
| 2007               | Múnich (Alemania)  | Medalla de bronce  | Ocho con timonel   |
| 2011               | Bled (Eslovenia)   | Medalla de bronce  | Ocho con timonel   |